# Zahodni Šošoni
Zahodni Šošoni (angleško Western Shoshone, lastno ime: Newe – „Ljudstvo“, izgovorjava: Nih-wih) so indijansko-pleme Šošonov. Govorijo narečje šošonščine, srednje numijskega jezika iz uto-azteške jezikovne družine.
Tradicionalno ozemlje Zahodnih Šošonov obsega osrednji in zahodni del ameriške zvezne države Idaho, severozahodno Utah, osrednjo in severovzhodno Nevado ter Panamint Valley, Panamint Mountains in Death Valley v Kaliforniji.
Zahodni Šošoni spadajo v kulturno območje Velike kotline. Danes se prištevajo k Zahodnim Šošonom še Goshute (zahodni Utah, vzhodna Nevada) in  Timbisha ali tudi Koso, oz. Panamint (jugozahodni Utah, vzhodna Kalifornija, Dolina smrti). Prav tako je nekoč prihajalo do mešanja s severnimi Ute in južnimi Pajuti.
Poleg Zahodnih Šošonov spadajo med Šošone še:
- Severni Šošoni in

- Vzhodni Šošoni ali Wind River Šošoni (pogosto imenovani Snakes („Kače“)).

## Demografija
Ameriški popis prebivalstva je leta 1910 ocenil število Zahodnih Šošonov na 1.800, 20 let kasneje pa na 2.000. Leta 1937 je Urad za indijanske zadeve navedel bistveno manjše število, 1201. Danes (stanje: 2005) se število, odvisno od načina štetja, giblje med 5 in 10.000.

## Način življenja in kultura
Zahodni Šošoni so se od Severnih in Vzhodnih Šošonov razlikovali po tem, da niso imeli konj in se zato niso udeleževali lova na bizone v Velikih ravnicah. Zato jih pogosto splošno imenujejo tudi Shoshoko ali Walker Shoshone, „pešci Šošoni“. Skupaj s sosednjimi Bannocki in Pajuti so jih Evropejci pogosto zaničljivo imenovali tudi Diggers („Kopači“), saj so z grabljico preiskovali zemljo za užitnimi koreninami, travami, semeni in živalmi. Za razliko od svojih sorodnikov Zahodni Šošoni niso razvili nomadske  kulture, ki bi temeljila na konjih. Zahodni Šošoni so večinoma prebivali v preprostih grmovnih kočah, pokritih z vrbovjem, lubjem ali živalskimi kožami, t.i. wickiups; med potovanji so, če sta letni čas in vreme dopuščala, večinoma postavljali preproste vetrne zavese (špansko ramada).

## Skupine Zahodnih Šošonov
- Goshute (Kusiutta, Gosiute), Velika slana puščava in Veliko slano jezero, Utah

- Goshute iz doline Cedar

- Goshute iz Deep Creeka

- Goshute iz doline Rush

- Goshute iz doline Skull, Wipayutta, Weber Ute

- Goshute iz doline Tooele

- Goshute iz Trout Creeka

- Timbisha (Panamint , Koso, Coso), jugozahodni Utah, vzhodna Kalifornija, Dolina smrti

- Little Lake Band (jugozahodna in najbolj številčna skupina Timbisha)

- Saline Valley Band (severozahodne skupina Timbisha)

- Panamint Valley Band (osrednja skupina Timbisha)

- Death Valley Band (vzhodna skupina Timbisha, ki je naseljevala največje geografsko območje)

- Kuyatikka, Kuyudikka, Jedci grenkih korenin, Halleck, reka Mary's, dolina Clover, dolina Smith Creek, Nevada

- Mahaguadüka, Jedci semen Mentzelie, dolina Ruby, Nevada

- Painkwitikka, Penkwitikka, Jedci rib, dolina Cache, Idaho in Utah

- Pasiatikka, Jedci rdeče trave, Gosiute iz Deep Creeka, dolina Deep Creek, dolina Antelope

- Tipatikka, Jedci pinjol, najsevernejše pleme

- Tsaiduka, Jedci rogoza, dolina Railroad, Nevada

- Tsogwiyuyugi, Elko, Nevada

- Waitikka, Jedci riževe trave, dolina Ione, Nevada

- Watatikka, Jedci semen rži, dolina Ruby, Nevada

- Wiyimpihtikka, Jedci bizonovih jagod

## Zgodovina
Domneva se, da je lovec in trgovec s krznom Jedediah Smith leta 1825 med lovom v zahodnih Skalnih gorah (v današnjem Utahu) kot prvi belec naletel na Zahodne Šošone. Leta 1847 so se mormoni naselili v Nevadi in prišli v stik z Zahodnimi Šošoni, ki so živeli najjužneje. Zahodni Šošoni so se počutili ogrožene zaradi pritoka belih naseljencev in so vse pogosteje napadali Pony Express ali druge bele ustanove. Za zaščito so belci leta 1862 v Ruby Valley zgradili Fort Ruby. Še istega leta je vojaška enota pobila veliko Zahodnih Šošonov.
Leta 1863 so poglavarji Zahodnih Šošonov v Fort Rubyju z ZDA, ki so jih zastopali nekateri vojaški častniki, sklenili „Pogodbo za mir in prijateljstvo“, ki jo je kot mednarodnopravno pogodbo med dvema suverenima narodoma 1866 odobril ameriški kongres in 1869 končno uveljavil predsednik Ulysses S. Grant.
Leta 1869 je bila dokončana železniška proga čez celino. Potekala je tudi skozi ozemlje Zahodnih Šošonov. Dokončanje železniške proge je za Zahodne Šošone pomenilo konec njihovega življenja v svobodi. Leta 1877 jim je bil dodeljen Duck-Valley-Reservat; vendar se tja nikoli niso preselili vsi Zahodni Šošoni. Nekateri so se namesto tega preselili k Pajutom v rezervate v zahodni Nevadi, večina pa je ostala na svojih tradicionalnih loviščih. Sčasoma so, predvsem pod močnim pritiskom belcev (prepoved lova; prepoved govorjenja lastnega jezika itd.), v veliki meri opustili svoj prejšnji način življenja in vse bolj delali na rančih ali v rudnikih.

## Zahodni Šošoni danes
Zahodni Šošoni Kalifornije
- Zahodni Šošoni Kalifornije danes živijo v rezervatih Big Pine, Bishop, Lone Pine ter v kolonijah Bridgeport in Death Valley (te so znane kot Timbisha)

Zahodni Šošoni Nevade
- V Nevadi zahodni Šošoni danes živijo v rezervatu Duck Valley.

## Posamezne reference
1. 1 2 3 4 5 6 7 8 9 10 11 12 13  Thomas, Pendleton, and Cappannari 280–283
2. ↑  »Gordon L. Grosscup: VII: Notes on Boundaries and Culture of the Panamint Shoshone and Owens Valley Paiute« (PDF). Arhivirano iz prvotnega spletišča (PDF) dne 8. septembra 2015. Pridobljeno 25. marca 2018.